# Dehl Berti
Dehl Berti (Pueblo, 17 gennaio 1921 – Los Angeles, 26 novembre 1991) è stato un attore statunitense.

## Filmografia parziale

### Cinema
- I dieci comandamenti (The Ten Commandments), regia di Cecil B. DeMille (1956) - non accreditato
- Il guerriero apache (Apache Warrior), regia di Elmo Williams (1957)
- Squadra narcotici (Hell Bound), regia di William J. Hole Jr. (1957) - non accreditato
- Under Fire, regia di James B. Clark (1957)
- Wolfen, la belva immortale (Wolfen), regia di Michael Wadleigh (1981)
- Second Thoughts, regia di Lawrence Turman (1983)
- Invasion U.S.A., regia di Joseph Zito (1985)
- Bullies, regia di Paul Lynch (1986)

### Televisione
- Penna di Falco, capo cheyenne (Brave Eagle) – serie TV, episodio 1x03 (1955)
- Navy Log – serie TV, episodio 1x06 (1955)
- Corky, il ragazzo del circo (Circus Boy) – serie TV, episodio 1x21 (1957)
- Telephone Time – serie TV, episodio 3x16 (1957)
- Le avventure di Rin Tin Tin (The Adventures of Rin Tin Tin) – serie TV (1957-1958)
- Mackenzie's Raiders – serie TV (1958-1959)
- Le leggendarie imprese di Wyatt Earp (The Life and Legend of Wyatt Earp) – serie TV (1958-1959)
- Tombstone Territory – serie TV (1957-1960)
- The Rough Riders – serie TV, episodio 1x26 (1959)
- The Texan – serie TV, 3 episodi (1959-1960)
- Bat Masterson – serie TV (1959-1961)
- The Chevy Mystery Show – serie TV, episodio 1x12 (1960)
- Mr. Lucky – serie TV, episodio 1x26 (1960)
- Gunslinger – serie TV, episodio 1x07 (1961)
- The Travels of Jaimie McPheeters – serie TV, episodio 1x11 (1963)
- Missione impossibile (Mission: Impossible) – serie TV (1966-1968)
- Insight – serie TV (1965-1968)
- Ritual of Evil - film TV (1970)
- Lo sceriffo del sud (Cade's County) – serie TV (1972)
- Xanadu - film TV (1975)
- L'ultimo dei Mohicani - film TV (1977)
- Corte marziale per il generale Custer - film TV (1977)
- Ai confini della notte (The Edge of Night) – soap opera (1983-1984)
- Buck James (1987-1988)
- Il cucciolo Scooby-Doo (1988) - voce
- Paradise – serie TV (1988-1991)